# 1911 في النمسا
فيما يلي قوائم الأحداث التي وقعت خلال عام 1911 في النمسا.

## ظهور
- 1 يناير – أمريكا

## مواليد

### يناير
- 22 يناير – برونو كرايسكي

### فبراير
- 7 فبراير – رودولف رافتل لاعب كرة قدم ألماني.
- 9 فبراير – ماتياس كابوريك لاعب كرة قدم نمساوي.

### سبتمبر
- 23 سبتمبر – فرانز فاغنر

### أكتوبر
- 17 أكتوبر – هاينز لازيك ملاكم نمساوي.

### نوفمبر
- 7 نوفمبر – هانز بيسر لاعب كرة قدم ألماني.
- 13 نوفمبر – هاينز فون فورستر

## وفيات

### يناير
- 1 يناير – جوزيف رومان لورينز (مواليد 1825)